# カササギガン
カササギガン（鵲雁、Anseranas semipalmata）は、鳥綱カモ目カモ科カササギガン属に分類される水鳥の1種である。本種のみでカササギガン属を構成する。

## 分類
本種は、カモ類に特徴的なくちばしの形を有しており、カモ科に分類されるが、そのほかの形態や生態など、カモ科の構成種と相違点が多いことから、本種のみでカササギガン科 Anseranatidae を構成するとの説もある。

## 分布

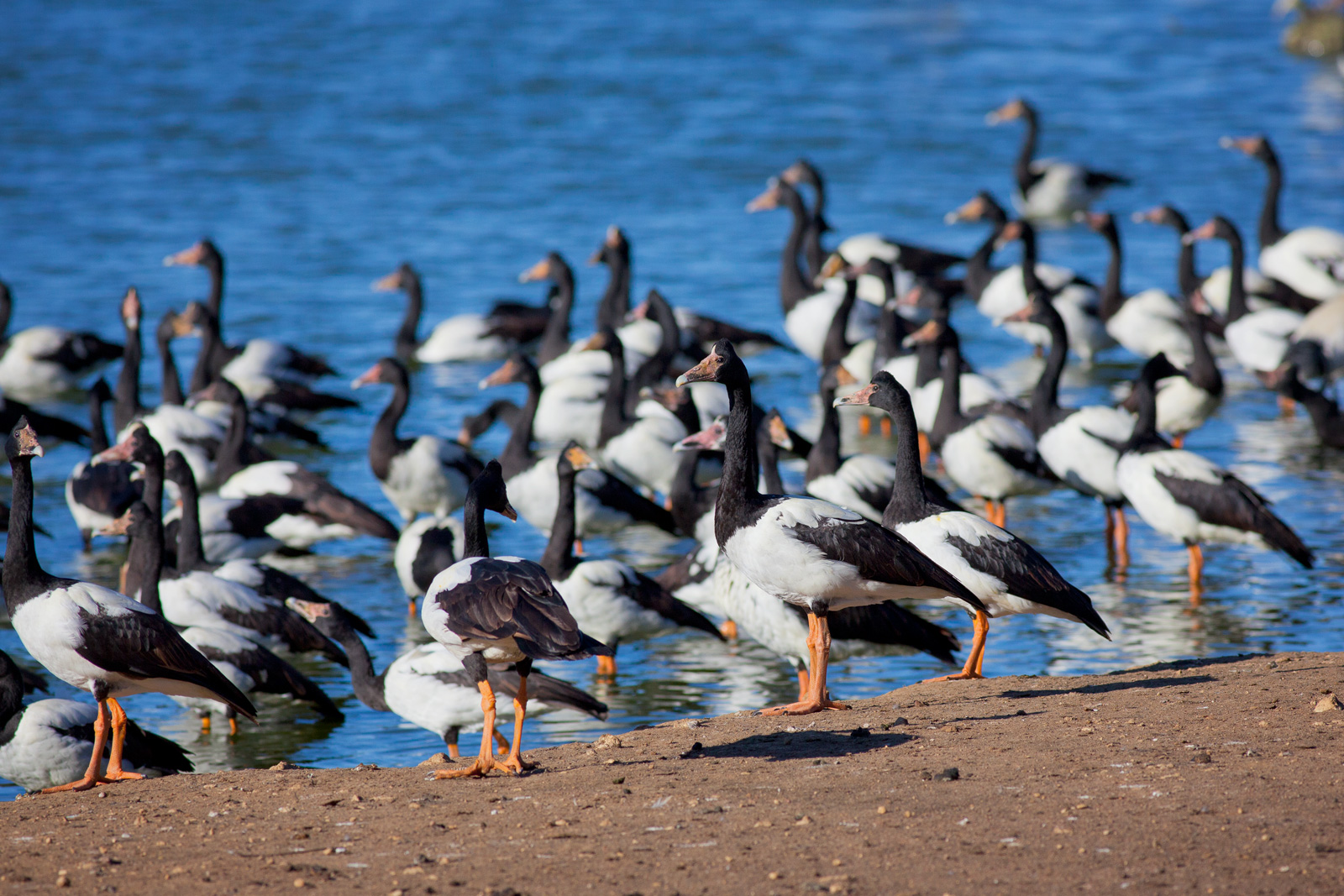
セレンディップ・サンクチュアリ（オーストラリア、ビクトリア州）のカササギガン

オーストラリア北部（西オーストラリア州のブルーム付近からクイーンズランド州のブリスベン周辺にかけての沿岸より300キロメートル以内）、およびニューギニア島（インドネシア、パプアニューギニア）南部のサバンナ地帯に、通常留鳥として自然分布する。
かつてオーストラリアには、南東部や東・北東部の沿岸にも広く分布していた。ビクトリア州では本種が再移入されている。

## 形態
全長およそ90センチメートル (71-92cm)。翼開長およそ150-160センチメートル (120-180cm)。
雌よりも雄のほうが大きく、頭頂にある瘤（こぶ）状の隆起がより顕著である。
| 測定値   | 雄           | 雌           |
| -------- | ------------ | ------------ |
| 平均体重 | 2,766 g      | 2,071 g      |
| 翼長     | 36.8–45.0 cm | 35.6–41.8 cm |
| 跗蹠長   | 9.0–10.5 cm  | 8.0–9.2 cm   |
| 嘴長     | 7.2–9.2 cm   | 6.3–8.2 cm   |
| 頭頂     | 顕著な隆起   | 隆起         |

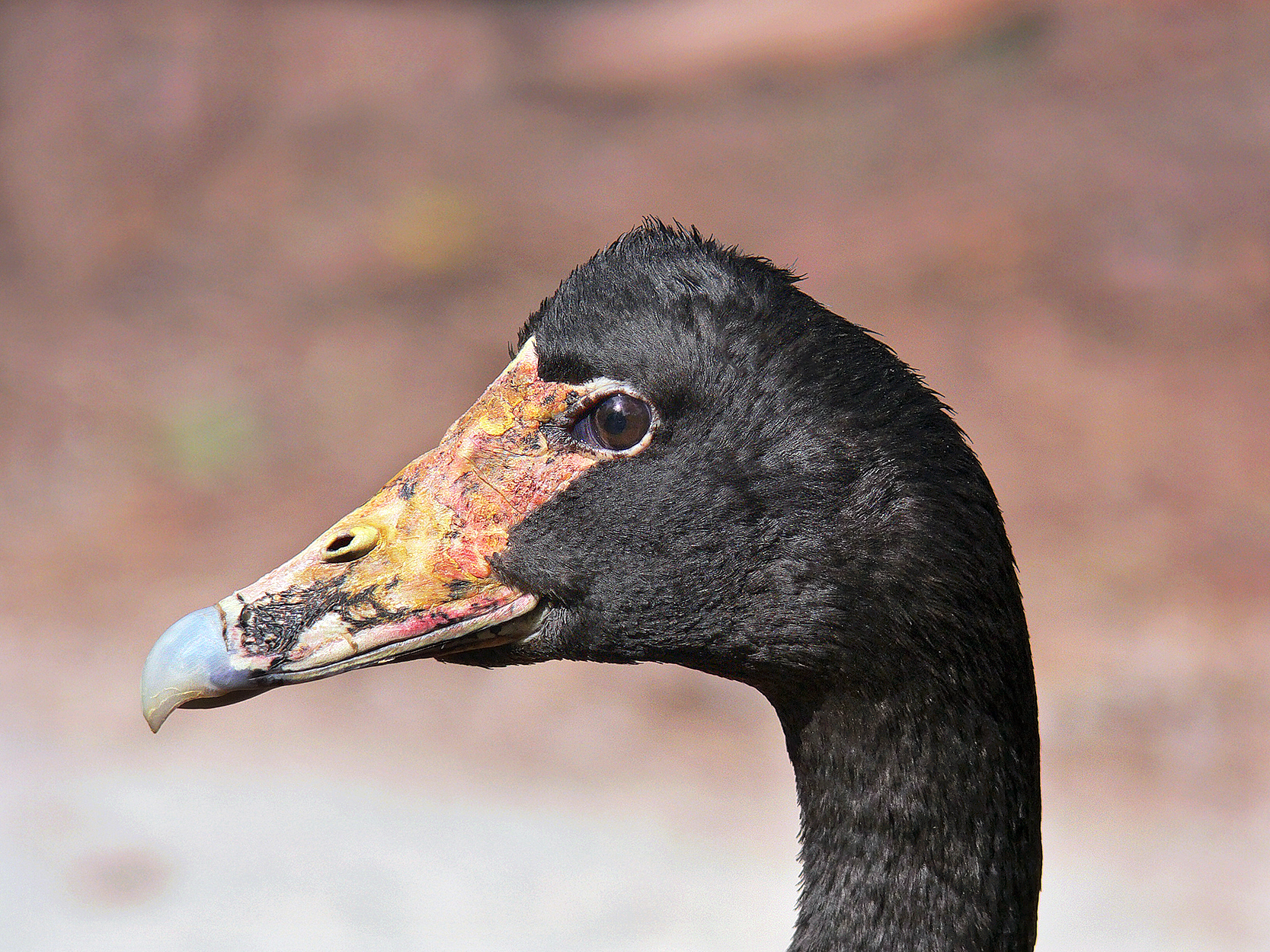
頭部

雌雄の羽衣は同色で、頭部から頸部が黒く、体部は白い。尾や翼の色彩は黒いが、翼下面の下雨覆、翼上面の雨覆および上背、腰は白い。ほかのガン・カモ類と異なり、風切羽は徐々に抜け換わるため、飛翔できない期間はない。

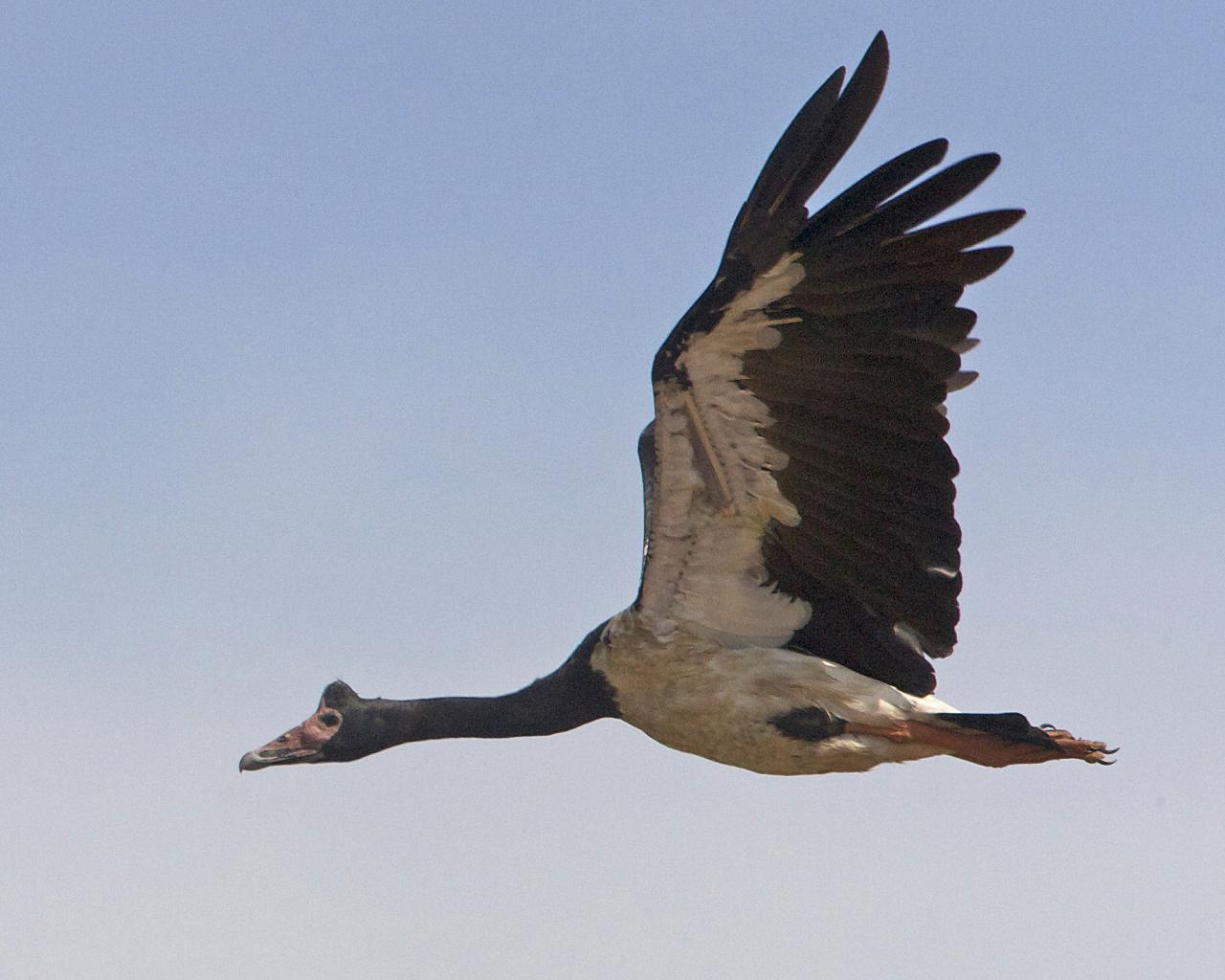
飛翔（翼下面）
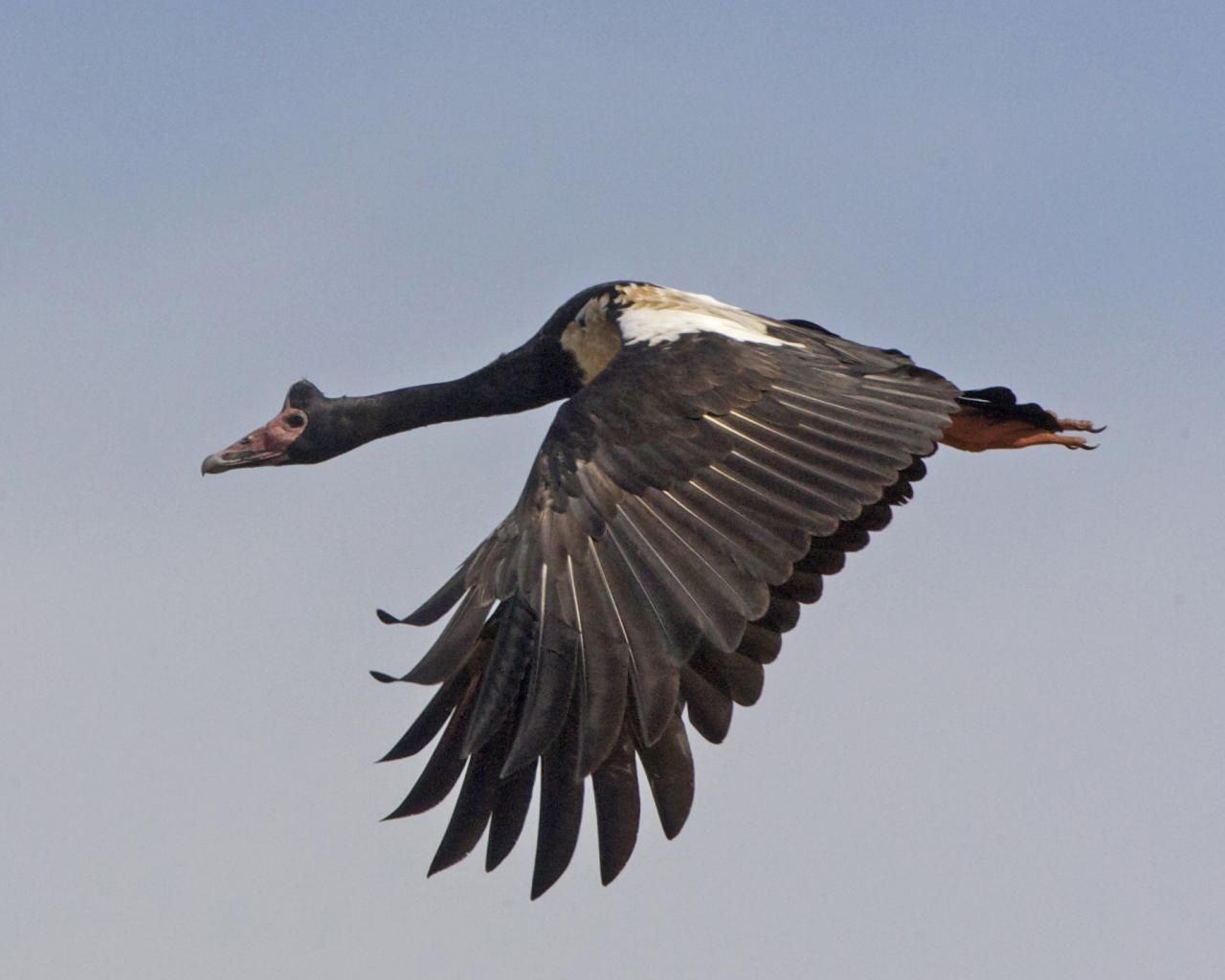
翼を打ち下ろす（翼上面）
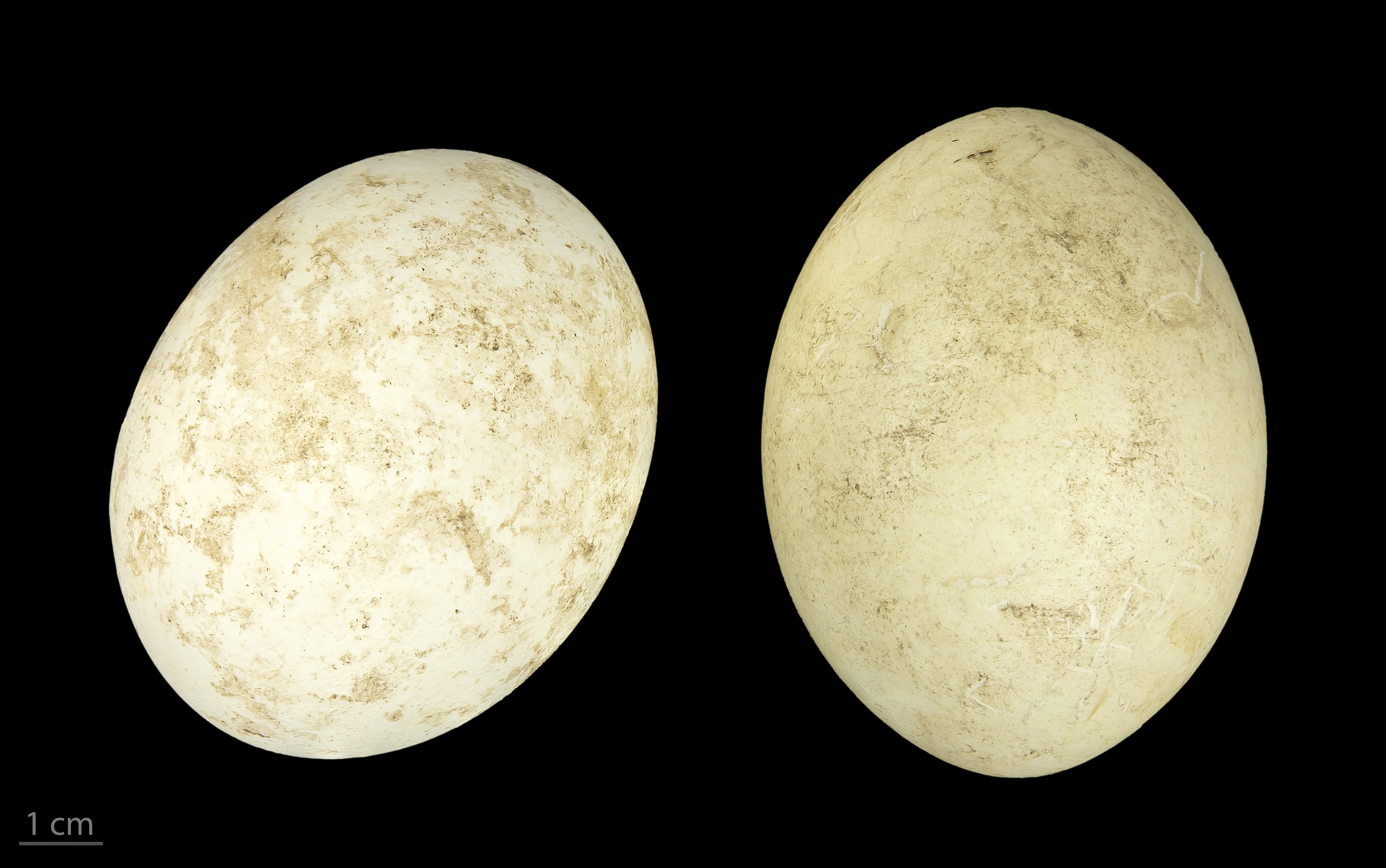
Museum specimen

頭部に瘤状の隆起がある。鉤のあるくちばしから眼にかけて羽毛がなく、ピンク色の皮膚が裸出する。虹彩はオレンジ色。脚は橙黄色で長い。 趾（あしゆび）は、第1趾が長く、第2-4趾の間には水かきがあるがあまり発達しない。気管が非常に長い。

## 生態
湖沼、湿原、氾濫原などの、通常は沿岸から80キロメートル以内の地域に生息し、小規模な群れを形成して生活するが、条件に恵まれた場所では大群となる。
食性は植物食で、植物の葉、根などを食べる。湿原などを歩き回って食物を探し、また水上を泳ぎ逆立ちして採食する。親は雛（ひな）にくちばしで咥えた食物を与える。
やや分散した集団繁殖地（コロニー）を形成する。繁殖は10-11月の雨季により始まり、オーストラリア北部では1-4月（南東部7-11月）、沼地の地表や水生植物の上に深い椀形の巣をつくり、しばしば染みのある乳白色や灰白色の楕円形の卵を、平均約8個（1-16個）産む。雄1羽と雌2羽で抱卵し、抱卵期間は28日。
鳴き声は、大きくてよく響き、雄のほうがより大きく高い声を発する。

## 人間との関係
生息地では卵も含めて食用とされることもある。